# Březová u Broumova (železniční zastávka)
Březová u Broumova je železniční zastávka, která se nachází v lese jihovýchodně od vesnice Březová (část města Meziměstí) na katastru obce Jetřichov v okrese Náchod. Zastávka leží v km 87,500 neelektrizované jednokolejné trati Týniště nad Orlicí – Meziměstí mezi stanicemi Teplice nad Metují a Meziměstí.

## Historie
Trať procházející zastávkou byla zprovozněna už 26. července 1875, ale zastávka byla s dvojjazyčným označením Březová (Birkigt) byla zřízena pravděpodobně až v roce 1918 nebo později. V letech 1938 až 1945 se pro zastávku používal německý název Birkigt, od roku 1945 pak nese české pojmenování Březová u Broumova.

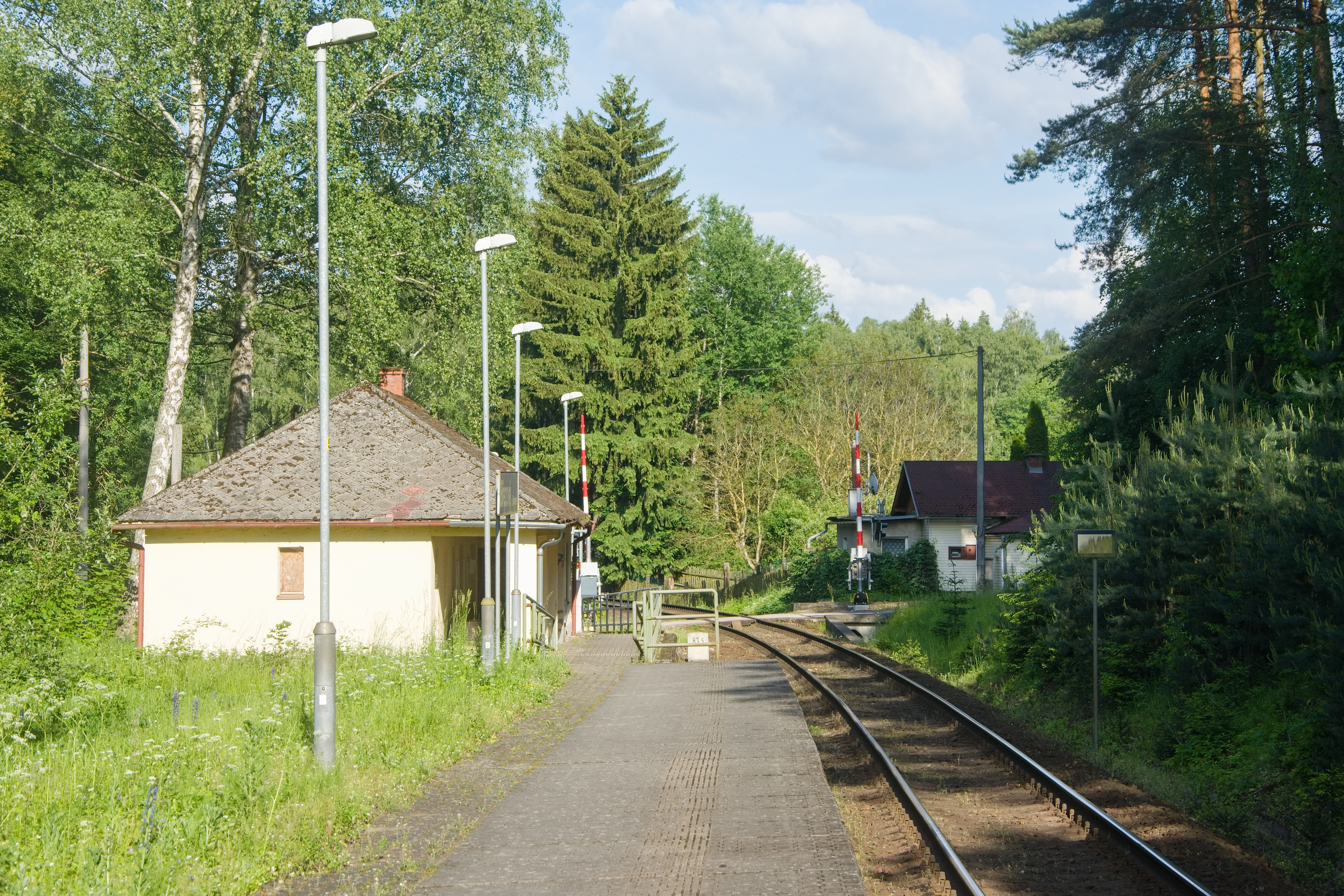
Celkový pohled na zastávku, v pozadí přejezd P5124

## Popis zastávky
V zastávce je u traťové koleje zřízeno vnější jednostranné nástupiště o délce 90 m s nástupní hranou ve výšce 550 mm nad temenem kolejnice. Nádražní budova je pro cestující uzavřená. Před nepřízní počasí se mohou cestující skrýt ve venkovním krytém prostoru budovy.
U zastávky se v km 87,534 nachází přejezd P5124 zabezpečený světelným přejezdovým zabezpečovacím zařízením, v roce 2023 byly na přejezdu doplněny závory. Jedná se o křížení traťové koleje s místní komunikací.